# ارت‌اراس گرونسکیس
ارت‌اراس گرونسکیس (انگلیسی: Artūrs Garonskis؛ زادهٔ ۲۵ مهٔ ۱۹۵۷) قایقران روئینگ اهل لتونی است.